# Гольдберг, Борис Исаевич
Борис Исаевич Гольдберг (1892 — 1946) — советский военачальник. Командующий Запасной армией Республики (1919—1920), командующий войсками Приволжского военного округа (1920—1921).

## Биография
Работал с малых лет, поскольку отец, работавший строителем, погиб, упав со второго этажа. Трудился на посудной и кондитерской фабриках, парикмахерской, затем в типографии: разборщик, наладчик, печатник-машинист. В школе не учился, называя себя самоучкой. Член РСДРП с 1902, вёл партийную работу в Екатеринославе, затем в Сибири. Неоднократно арестовывался и в 1907 бежал из Вятской губернии, где находился в ссылке. В 1915-1917 служил в царской армии в запасной батарее. В 1917 товарищ председателя Томского Совета. После Февральской революции председатель гарнизонного Совета солдатских депутатов в Томске. 
В 1918 комиссар финансов Томской губернии, затем в РККА, губернский военком Томской и Пермской губерний. С августа 1919 по январь 1920 начальник Управления обучения и формирования войск Восточного фронта. Дополнительно, с конца 1919 командующий Запасной армией Республики и военком Приволжского военного округа. С 16 января 1920 по 25 января 1921 командующий войсками Приволжского военного округа. При этом с января 1920 комиссар Восточного отдела Московско-Казанской железной дороги, а с июля по сентябрь 1920 член Татарского революционного комитета. С 1921 председатель Центральной фондовой комиссии при РВСР. С 1921 заместитель председателя Главного комитета государственных сооружений. В 1921−1922 годах заместитель председателя Главного комитета государственных сооружений ВСНХ РСФСР. В 1922−1923 помощник начальника Главного управления гражданского воздушного флота (помощник начальника Главного управления Красного воздушного флота) при СНК РСФСР, один из создателей советской гражданской авиации. В 1923−1924 уполномоченный РВС Республики в Наркомвнешторге. По 1925 коммерческий директор фабрики «Моссукно». В 1925–1930 вновь командующий Запасной армией, также в 1925−1926 торговый представитель СССР в Персии. До 1930 директор Государственного универсального магазина Народного комиссариата внутренней торговли РСФСР. В 1930−1934 директор Акционерного Камчатского общества, после отзыва в столицу, сменён И. А. Адамовичем. 20 октября 1933 был исключён из ВКП(б), но затем восстановлен. С 1934 работал в Народном комиссариате снабжения СССР, а затем в Народном комиссариате пищевой промышленности СССР. Умер в 1946 в Москве.